# Edesa (Burgos)
Edesa es una entidad de población española del municipio de Merindad de Montija, perteneciente a la provincia de Burgos, en la comunidad autónoma de Castilla y León.

## Toponimia
El lugar puede encontrarse referido como Edesa, Hedesa y Edesa de Montija.

## Historia
Hacia mediados del siglo XIX, el lugar, ya por entonces perteneciente al municipio de Merindad de Montija, tenía contabilizada una población de 11 habitantes. Aparece descrito en el noveno volumen del Diccionario geográfico-estadístico-histórico de España y sus posesiones de Ultramar de Pascual Madoz con las siguientes palabras:

HEDESA: l. en la prov., dióc, aud. terr. y c. g. de Burgos (17 leg.), part. jud. de Villarcayo (3 1/4), ayunt. titulado de la merindad de Montija. sit. en un llano rodeado de árboles por la parte del S., donde le combaten los vientos del N. y O. El clima es frio y húmedo, y las enfermedades mas comunes, dolores de costado y afecciones de pecho. Tiene 7 casas, igl. parr. (San Julian), servida por 1 cura párroco de provision del diocesano, cementerio en parage ventilado, y 1 fuente en el térm., de cuyas buenas aguas se surte el vecindario. Confina N. Montecillo; E. Quintana los Prados; S. Loma, y O. Villasante. El terreno es de mediana calidad, comprendiendo 1 monte bastante poblado: lo baña el riach. Rugoma, y 1 arroyo que tiene su nacimiento en el espresado monte, pasando el primero por la izq. de la pobl., y el segundo por la der. Los caminos dirigen á los pueblos limítrofes, y la correspondencia se recibe de Villarcayo por una balija que deja en Villalazara de paso á Santoña. prod. trigo, centeno, cebada y legumbres; ganado yeguar, vacuno, cabrio y lanar; caza de algunas palomas y liebres, y pesca de alguna que otra trucha. ind.: la agrícola. pobl.: 3 vec., 11 alm. cap. prod.: 12,000 rs. imp.: 310 rs.
(Madoz, 1847, p. 161)

En 2024, la entidad singular de población de Edesa tenía empadronados 7 habitantes, todos ellos en el núcleo de población de ese mismo nombre.